# مانیتور کلاس کنکرور
مانیتور کلاس کنکرور (به انگلیسی: Conqueror-class monitor) یک کلاس از کشتی است که طول آن ۲۷۰ فوت (۸۲٫۳ متر) می‌باشد.